# Église Saint-Martin de Coligny
L'église Saint-Martin est une église construite au XVe siècle puis remaniée par Claude-Anthelme Benoit au XIXe siècle et située à Coligny, en France.

## Localisation
L'église est située dans le département français de l'Ain, sur la commune de Coligny.

## Historique
Travaux de l'église réalisés par l'architecte français Claude-Anthelme Benoit.
Travaux d'architecture de l'autel du Sacré-cœur et table de communion, confessionnaux et cadres du chemin de croix, fonts baptismaux et piété, maître-autel, rampe de la chaire à prêcher et stalles monumentales de l'église réalisés par Dominique Girard, architecte français.
L'édifice est inscrit au titre des monuments historiques en 1984.
Ce lieu culte est aussi répertorié pour ses 28 miséricordes, petite console fixée à la partie inférieure du siège rabattable d'une stalle. Elle permet au clerc ou au moine qui participe à l'office divin de prendre appui sur elle lorsqu'il se tient debout et que son siège est relevé.